# Гаппаров, Аюбхон
Аюбхон Гаппаров (узб. Ayubxon Gapparov; 16 мая 1992 года; Ташкент, Узбекистан) — узбекский футболист, нападающий.
В 2009 году перешёл в казанский «Рубин». Не сумев пробиться в основной состав играл в молодёжной команде клуба. За основную команду «Рубина» не сыграл ни одного матча. В 2012 году был отдан ташкентскому «Локомотиву» в качестве аренды. Гаппаров и в «Локомотиве» не сыграл ни одного матча и вскоре в 2013 году перешёл также в качестве аренды в нижнекамский «Нефтехимик». За «Нефтехимик» он сыграл лишь один матч. В том же году он покинул «Нефтехимик» и перешёл в наманганский «Навбахор», за которого выступал полтора сезона и за это время сыграл лишь в двух матчах и забил один гол. С 2015 года является игроком киргизского клуба «Алай» из Оша.